# Cnidoscolus souzae
Cnidoscolus souzae là một loài thực vật có hoa trong họ Đại kích. Loài này được McVaugh mô tả khoa học đầu tiên năm 1944.

## Hình ảnh

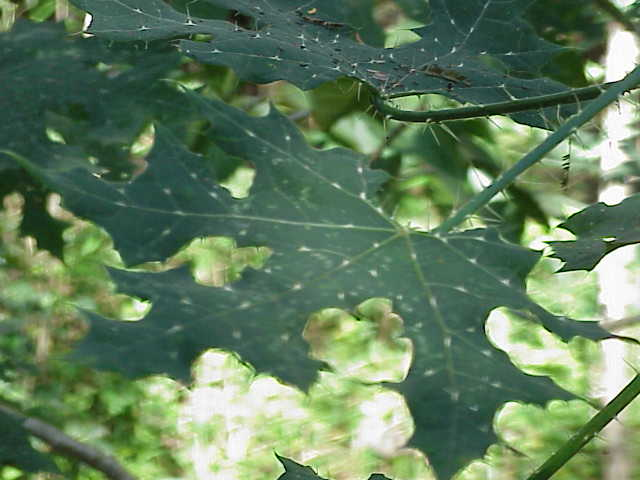
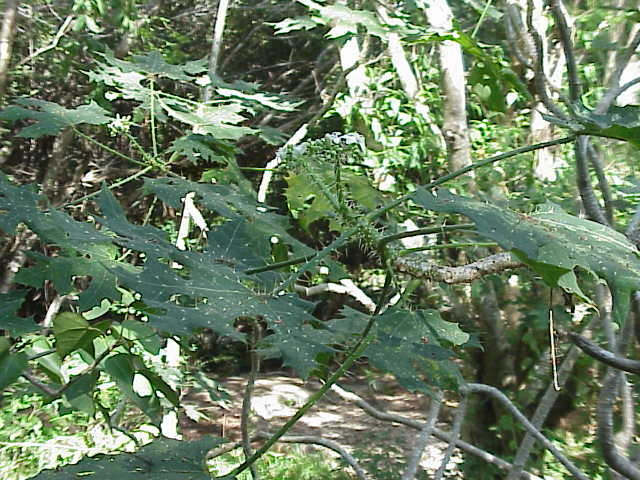
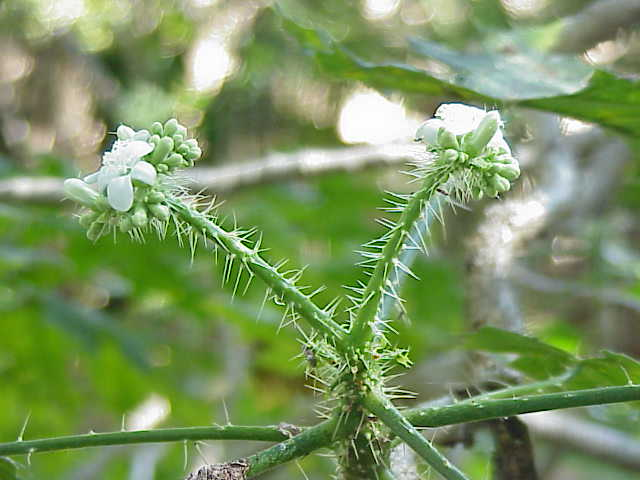